# 苏哈斯·帕坦卡
苏哈斯·帕坦卡（英語：Suhas V. Patankar，1941年2月22日—），拥有印度、美国双重国籍的机械工程学家，明尼苏达大学荣誉退休教授，专长于计算流体力学。
帕坦卡出生于印度普纳，1962年和1964年分别获普纳大学、印度理工学院孟买分校机械工程学士与硕士学位。后前往英国留学，1967年获伦敦大学帝国学院机械工程博士学位。1972年他与导师布莱恩·斯波尔丁（Brian Spalding）一同提出了计算流体力学中非常重要的SIMPLE算法。后来他又提出了修改版的SIMPLER算法。